# Neues und Altes Eisinger Loch

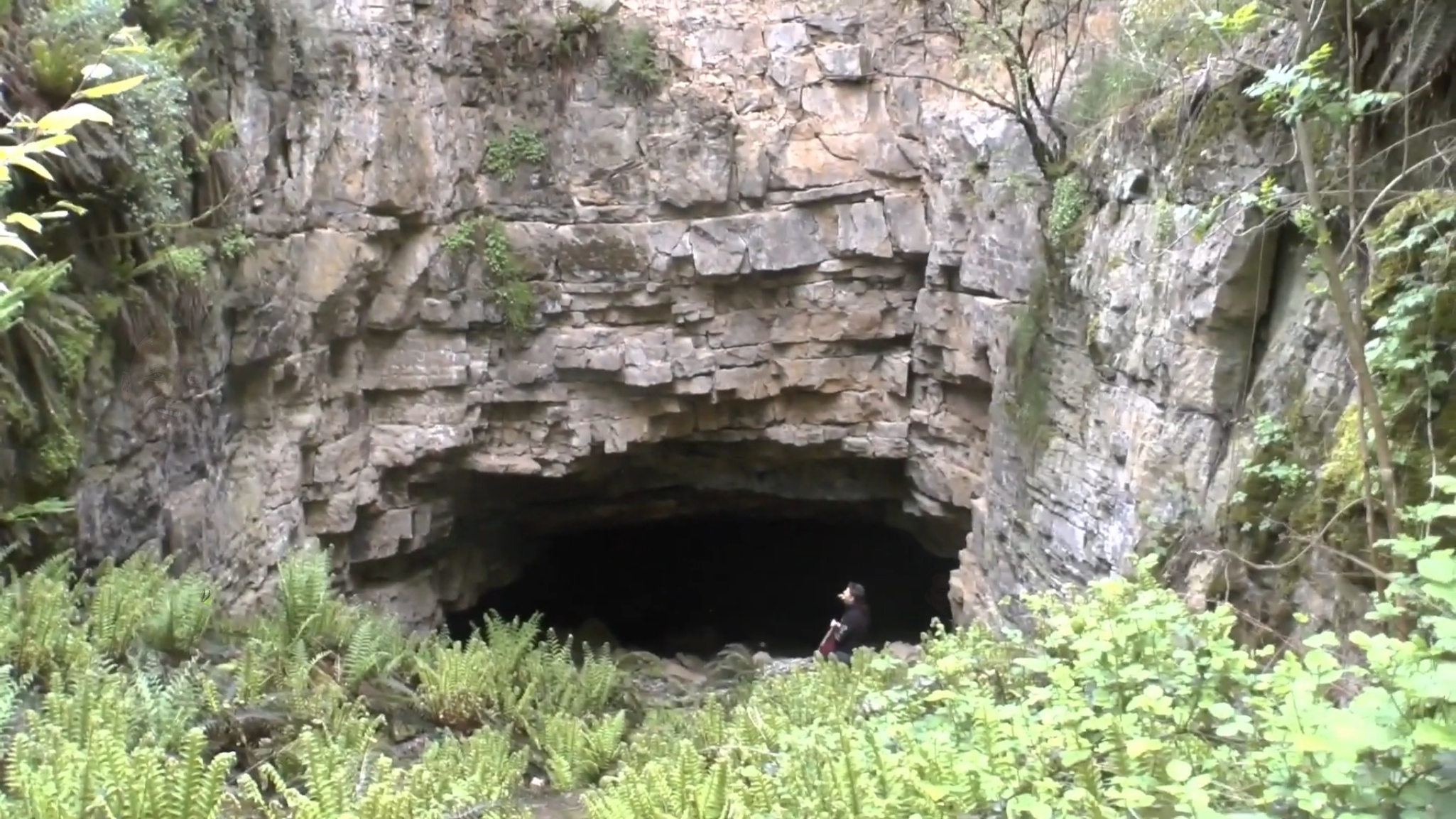
Portal der Höhle im Alten Eisinger Loch

Altes und Neues Eisinger Loch bezeichnet zwei Trichterdolinen im Oberen Muschelkalk und Unteren Keuper der Bauschlotter Platte zwischen Eisingen und Göbrichen bei Pforzheim (Baden-Württemberg).

## Beschreibung
Laut der Systematik des Handbuchs der naturräumlichen Gliederung Deutschlands liegen die beiden Dolinen am Westrand des Karstgebiets der Bauschlotter Platte (125.33). Übergeordnete Einheiten sind der Kraichgau (125) und die Neckar- und Tauber-Gäuplatten (12). Das weiter westlich gelegene Kämpfelbachtal und seine Seitentäler gehören zum Naturraum Östlicher Pfinzgau (125.32).
Die Eisinger Löcher liegen auf einem flachen Hügelrücken rund 2,5 km östlich von Eisingen an der Gemarkungsgrenze zum Neulinger Ortsteil Göbrichen. Beide Trichterdolinen brachen in Schichten des Oberen Muschelkalks und des Unteren Keupers (Erfurt-Formation) ein. Ursache waren die Auslaugung von Gips- und Steinsalzvorkommen in der Heilbronn-Formation des Mittleren Muschelkalks, die hier in über 100 Meter Tiefe anstehen. 
Laut dem Landesamt für Geologie, Rohstoffe und Bergbau brach das Alte Eisinger Loch bereits in vorgeschichtlicher Zeit ein. Der Gemeinde Eisingen zufolge entstand das Alte Eisinger Loch um 1806. Diese Datierung entstammt offenbar dem 1813 von Johann Baptist Kolb herausgegebenen ersten Band des Historisch-statistisch-topographischen Lexicons von dem Großherzogthum Baden, wonach die Doline sich ungefähr sieben Jahren zuvor bildete und nach einer anfänglichen Tiefe von 100 Schuh noch 50 Schuh tief war. Heute ist das Alte Eisinger Loch 43 Meter lang, 20 Meter breit und 21 Meter tief. Es kann über eine Treppe begangen werden. Im Nordwesten der Doline schließt sich hinter einem 3 Meter hohen Portal eine 16 Meter lange, nicht zugängliche Höhle an.
Das Neue Eisinger Loch brach am 15. Dezember 1966 längs einer Verwerfung rund 70 Meter entfernt vom Alten Eisinger Loch ein. Bald hatte es eine Tiefe von 45 Meter bei einer Länge von 14 und einer Breite von 7 Meter erreicht. Von zwei Besichtigungsplattformen lassen sich im Nordwesten Gesteine des Oberen Muschelkalks, auf der anderen Seite Schichten des Unteren Keupers erkennen.
Beide Dolinen sind unter dem Namen Eisinger Loch (2 Dolinen) als flächenhaftes Naturdenkmal geschützt. Von einem Parkplatz bei Eisingen aus ist ein Wanderweg zu den Dolinen markiert.

Hinweisschild zu den Eisinger Löchern

## Legenden
Diese geologischen Formationen haben im Laufe der Zeit nicht nur wissenschaftliches Interesse geweckt, sondern auch zur Entstehung von lokalen Legenden und Erzählungen beigetragen, die in der Region weiterhin lebendig sind.
Eine Legende zum Alten Eisinger Loch besagt, dass zwei Gänge in die Tiefe führen, wobei einer bis zum Keller des Lammwirtshauses in Göbrichen reicht, während der andere der Zugang zur Hölle sein soll. In gewissen Nächten solle der Teufel durch diesen Gang fahren, um Hexenversammlungen am Loch abzuhalten.
Es gibt auch eine Sage über einen Küfer aus Eisingen, der angeblich einen Pakt mit dem Bösen geschlossen hat. Er soll durch das Klopfen mit seinen Schlüsseln an der Felswand Zugang zu einer Kiste mit Geld gehabt haben. Nachdem er jedoch sein Geheimnis preisgab, soll er den Zugang zu dieser Tür verloren haben und musste sich wieder durch ehrliche Arbeit seinen Lebensunterhalt verdienen.